# 11. květen
11. květen je 131. den roku podle gregoriánského kalendáře (132. v přestupném roce). Do konce roku zbývá 234 dní.

## Události

### Česko
- 1642 – Švédové porazili císařské vojsko u polského města Svídnice. To jim umožnilo proniknout na Moravu.
- 1786 – V Praze na Koňském trhu bylo otevřeno divadlo Bouda.
- 1864 – Český zemský sněm schválil návrh na soustavný přírodovědný výzkum Čech. Úkolu se ujala skupina v čele s J. E. Purkyněm.
- 1889 – Klub českých turistů vytvořil první českou značenou turistickou cestu.
- 1945 – Proběhlo jednání velitele vojsk 1. UF maršála Ivana S. Koněva s představiteli vlády, kde byly řešeny první praktické otázky týkající se poskytnutí pomoci obyvatelstvu Prahy a celé republiky.
- 1946 – Festival Pražské jaro založen.
- 1949 – Schválen zákon o zřízení Národní galerie v Praze.

### Svět
- 0330 – Římský císař Konstantin I. Veliký dal přejmenovat Byzantion na Nova Roma (Nový Řím). Po jeho smrti bylo přejmenováno na Konstantinopolis.
- 0868 – Vydána nejstarší známá datovaná tištěná kniha, čínský překlad Diamantové sútry.
- 0912 – Alexandr se stal císařem Byzantské říše.
- 1189 – Císař Fridrich I. Barbarossa se ujal vedení německé části třetí křížové výpravy, a se 100 000 křižáků vyrazil z Regensburgu.
- 1421 – Židé byli vypovězeni ze Štýrského Hradce.
- 1573 – Polská šlechta na sněmu zvolila polským králem Jindřicha z Valois.
- 1608 – Byla založena Protestantská unie – jedna z bojujících stran pozdější třicetileté války.
- 1745 – Války o rakouské dědictví: Francouzské síly porazily anglo-nizozemsko-hannoverskou armádu v bitvě u Fontenoy.
- 1792 – Robert Gray velel první expedici, která měla vplout do řeky Columbia.
- 1812 – Premiér Spencer Perceval byl zavražděn Johnem Bellinghamem v hale britské poslanecké sněmovny.
- 1813 – William Lawson, Gregory Blaxland a William Wentworth vyrazili na cestu, na níž objevili cestu přes Modré hory a otevřeli vnitrozemskou Austrálii osídlení.[1]
- 1846 – Prezident James K. Polk požádal o vyhlášení války proti Mexiku, které zahájilo mexicko-americkou válku.
- 1858 – Stát Minnesota byl připojen k USA.
- 1891 – Při návštěvě Japonska byl spáchán neúspěšný atentát na careviče a pozdějšího ruského cara Mikuláše II.
- 1910 – Aktem amerického Kongresu byl zřízen národní park Glacier v Montaně.
- 1939 – Sovětsko-japonské pohraniční konflikty: propukla bitva u řeky Chalchyn.
- 1943 – Druhá světová válka: Americké jednotky napadly ostrov Attu na Aleutských ostrovech ve snaze vyhnat okupační japonské síly.
- 1949 – Stát jihovýchodní Asie Siam byl přejmenován na Thajské království.
- 1950 – Byla založena celoněmecká CDU. Prvním předsedou se stal Konrad Adenauer.
- 1960 – Adolf Eichmann byl zajat Mosadem v Argentině.
- 1985 – Při požáru stadionu v Bradford City zemřelo 56 diváků a více než 200 jich bylo zraněno.[2]
- 1987 – Klaus Barbie byl souzen v Lyonu za válečné zločiny spáchané během druhé světové války.
- 1996 – Let ValuJet 592 se deset minut po startu zřítil do Everglades v důsledku požáru zapříčiněného špatně uloženým nebezpečným nákladem. Všech 110 osob na palubě zahynulo.
- 1997 – Deep Blue, superpočítač hrající šachy, porazil Garryho Kasparova v poslední odvetní hře a stal se prvním počítačem, který porazil nejlepšího šachistu světa v klasicky formátovaném zápasu.
- 1998 – Indie provedla tři podzemní atomové testy v Pokhranu.[3]
- 2000 – Počet obyvatel Indie dosáhl jedné miliardy.
- 2005 – Zveřejnění populárně známého videa ze hry World of Warcraft v hlavní roli s hráčem Leeroyem Jenkinsem.
- 2010 – David Cameron nastoupil do funkce předsedy vlády Spojeného království, protože konzervativci a liberální demokraté vytvořili první koaliční vládu v zemi od druhé světové války.
- 2011 – Španělské město Lorca zasáhlo zemětřesení o síle 5,1 Richterovy škály.
- 2016 – Sto deset lidí bylo zabito při bombovém útoku na ISIL v Bagdádu.[4]

## Narození

### Česko

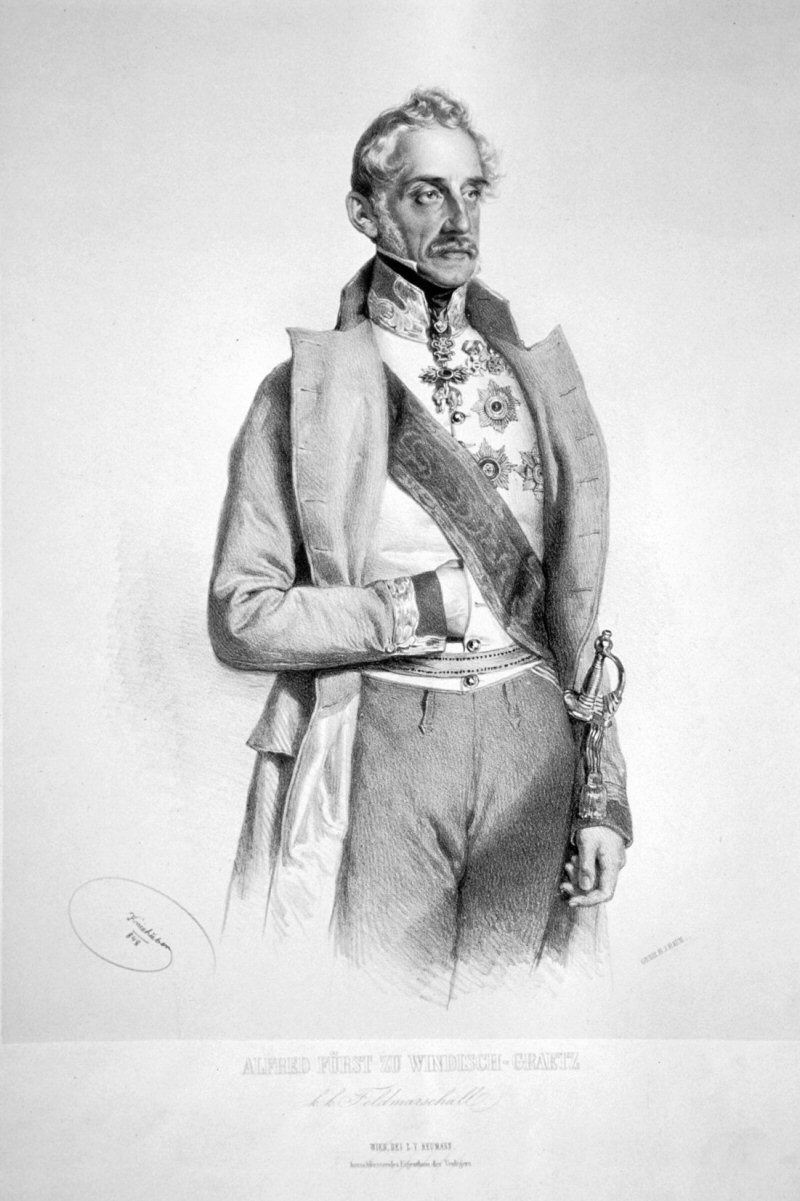
Alfred Windischgrätz (* 1787)

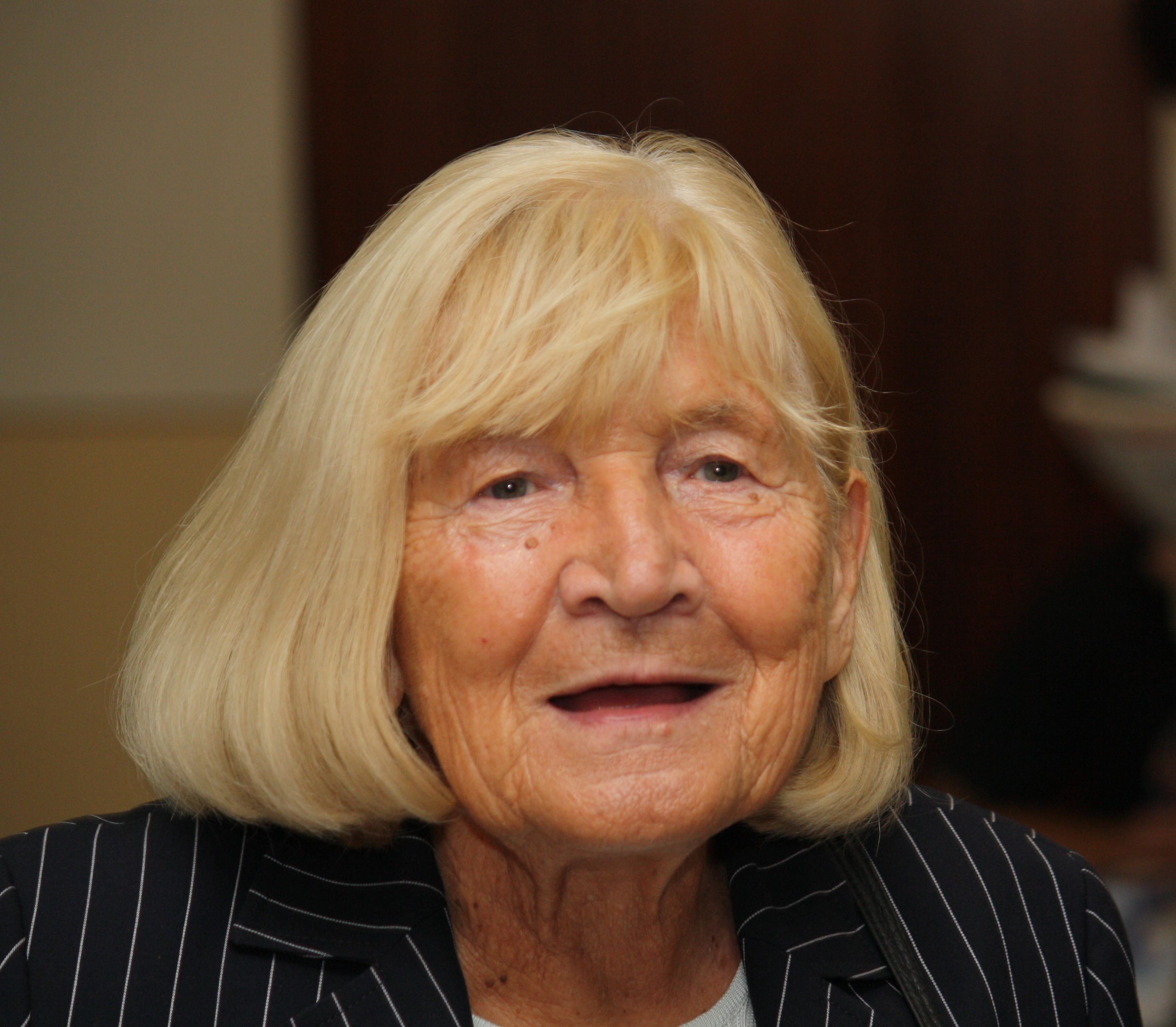
Eva Kantůrková (* 1930)

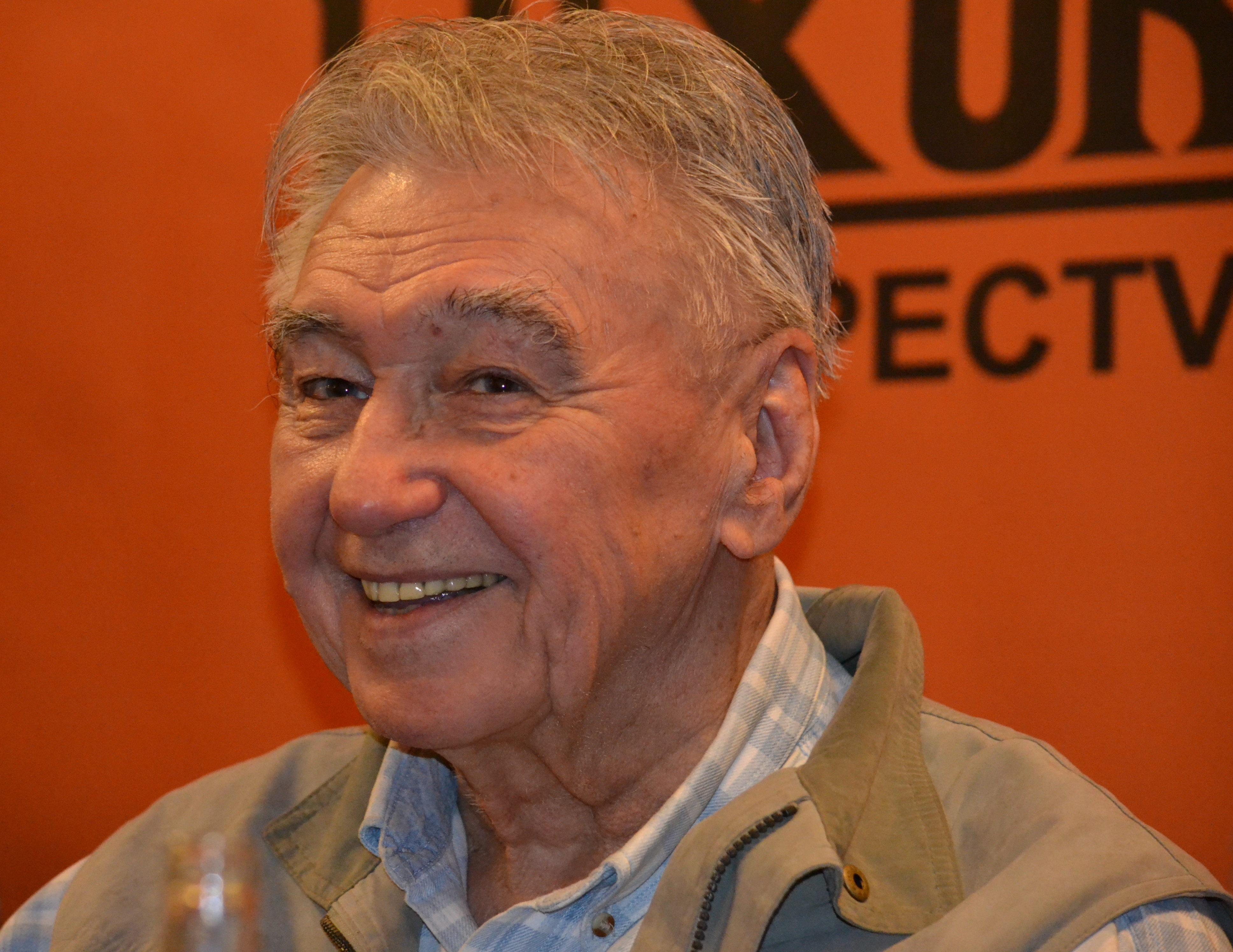
Josef Zíma (* 1932)

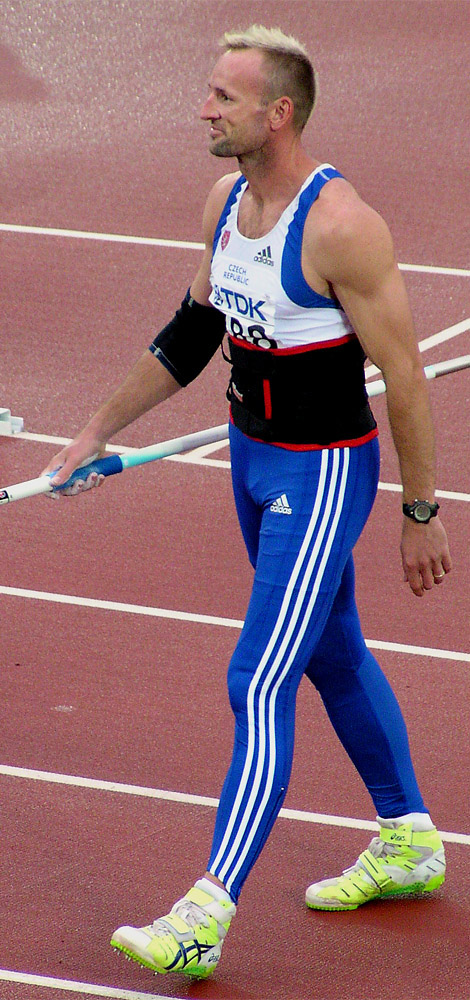
Tomáš Dvořák (* 1972)

- 1366 – Anna Lucemburská, dcera Karla IV. a Alžběty Pomořanské († 7. června 1394)
- 1728 – Jan Antonín Sedláček, chrámový hudební skladatel († 26. července 1805)
- 1777 – Vincenc Eduard Milde, litoměřický biskup, vídeňský arcibiskup († 13. března 1853)
- 1787 – Alfred Windischgrätz, šlechtic a rakouský polní maršál († 21. března 1862)
- 1791 – Jan Václav Hugo Voříšek, skladatel, klavírista a varhaník († 19. listopadu 1825)
- 1795 – František Antonín Gerstner, inženýr, profesor, průkopník stavby železnic († 12. dubna 1840)
- 1796 – Jan Norbert z Neuberka, šlechtic, národní buditel, sběratel umění († 3. srpna 1859)
- 1801 – Alois Jelen, skladatel († 15. října 1857)
- 1813 – Ferdinand Stamm, český spisovatel, novinář a politik německé národnosti († 30. července 1880)
- 1831 – Lubert Graf, český právník a politik německé národnosti, starosta Chebu († 6. listopadu 1888)
- 1849 – Jan Srp, kartograf († 19. září 1913)
- 1856 – Jan Vilím, grafik a podnikatel († 31. července 1923)
- 1862 – Jan Jakubec, literární historik a kritik († 4. července 1936)
- 1871 – Emil Palkoska, světový šachový problemista († 14. května 1955)
- 1870 – Otakar Kádner, teoretik pedagogiky, český historik († 6. května 1936)
- 1875 – Louis Weinert-Wilton, sudetoněmecký spisovatel († 5. září 1945)
- 1877 – Otakar Frič, český baptistický misionář († 4. června 1953)
- 1879 – František Josef Kinský, český šlechtic († 1. září 1975)
- 1888 – Antonín Osička, český anglista, básník i prozaik († 19. června 1949)
- 1896 – Jan Stanislav Kolár, český scenárista, režisér, herec a filmový kritik († 30. října 1973)
- 1900 – František Wonka, římskokatolický duchovní a kronikář († 29. dubna 1967)
- 1906 – Josef Jan Kratochvíl, český odbojář († 31. srpna 1943)
- 1910
  - Jaroslav Šusta, český spisovatel († 4. března 1989)
  - Ladislav Stejskal, malíř a pedagog († 21. srpna 1983)
- 1914
  - Jaroslav Švarc, voják a příslušník výsadku Tin († 18. června 1942)
  - Bohumil Muzikant, účastník československého protinacistického odboje († 23. května 1986)
- 1915 – Rudolf Barák, komunistický ministr vnitra († 12. srpna 1995)
- 1924
  - Libuše Havelková, česká herečka († 6. dubna 2017)
  - Dalibor Brochard, československý letec 246. perutě RAF († 14. března 1945)
  - Luděk Pachman, mezinárodní šachový velmistr († 6. března 2003)
- 1927 – Marie Kovářová, sportovní gymnastka a olympijská vítězka († 4. ledna 2023)
- 1930
  - Eva Kantůrková, prozaička a scenáristka
  - Jiří Šašek, herec († 15. června 1996)
- 1932 – Josef Zíma, herec, zpěvák a moderátor, manžel herečky Evy Klepáčové († 6. března 2025)
- 1940 – Vladimír Medek, český ekonom a překladatel († 2. září 2022)
- 1944 – Jarmila Králíčková, československá pozemní hokejistka
- 1945 – Helena Aeschbacher-Sinecká, česká básnířka a výtvarnice
- 1946 – Jiří Mucha, soudce Ústavního soudu
- 1949 – Petr Sís, spisovatel, grafik
- 1950
  - Genadij Rumlena, český herec
  - Alena Humpolová, archeoložka
- 1952
  - Zuzana Bubílková, herečka, novinářka, publicistka a moderátorka
  - Lenka Chytilová, česká básnířka, redaktorka
  - Miroslav Šmíd, horolezec († 11. září 1993)
- 1953 – Miloslav Pluháček, sochař, malíř a grafik
- 1957 – Petr Nikolaev, scenárista a režisér
- 1960 – Karel Altman, historik a etnolog
- 1961 – Martin Říman, politik
- 1964 – Václav Knoll, astronom († 10. února 2010)
- 1967 – Zdeněk Jánoš, fotbalový brankář († 15. září 1999)
- 1969 – Jana Mařasová, herečka, zpěvačka, dabérka
- 1972
  - Tomáš Dvořák, atlet, desetibojař
  - Jiří Vejdělek, scenárista, režisér a producent
- 1982 – Iva Frühlingová, česká převážně francouzsky zpívající zpěvačka
- 1984 – Lukáš Nachtman, fotbalista

### Svět

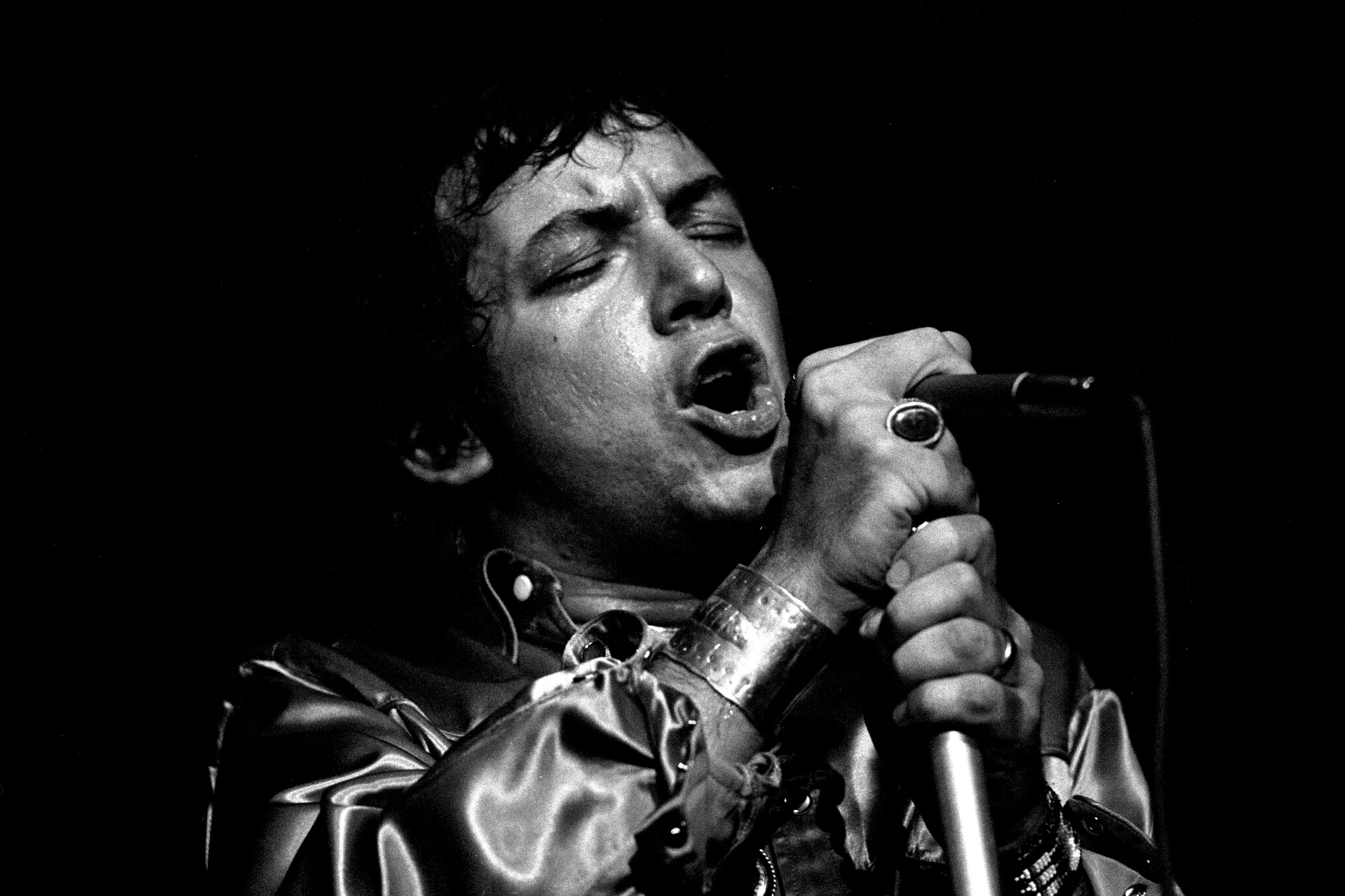
Eric Burdon (* 1941)

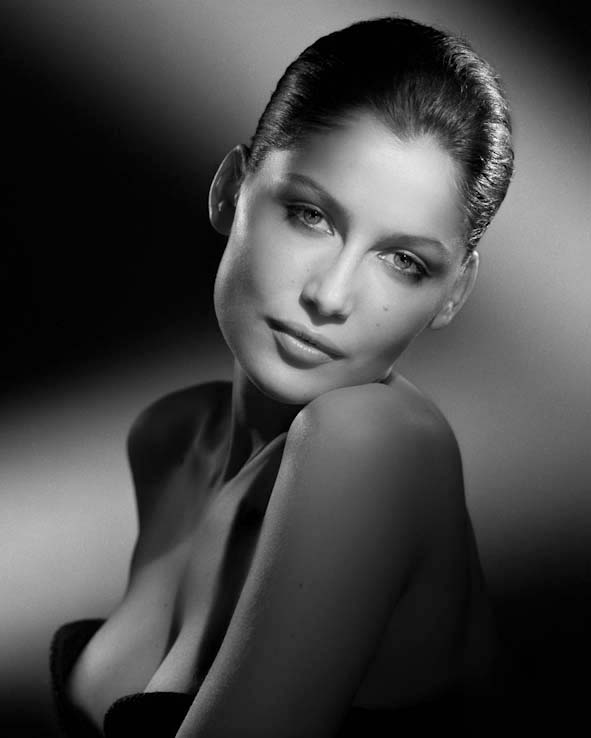
Laetitia Casta (* 1978)

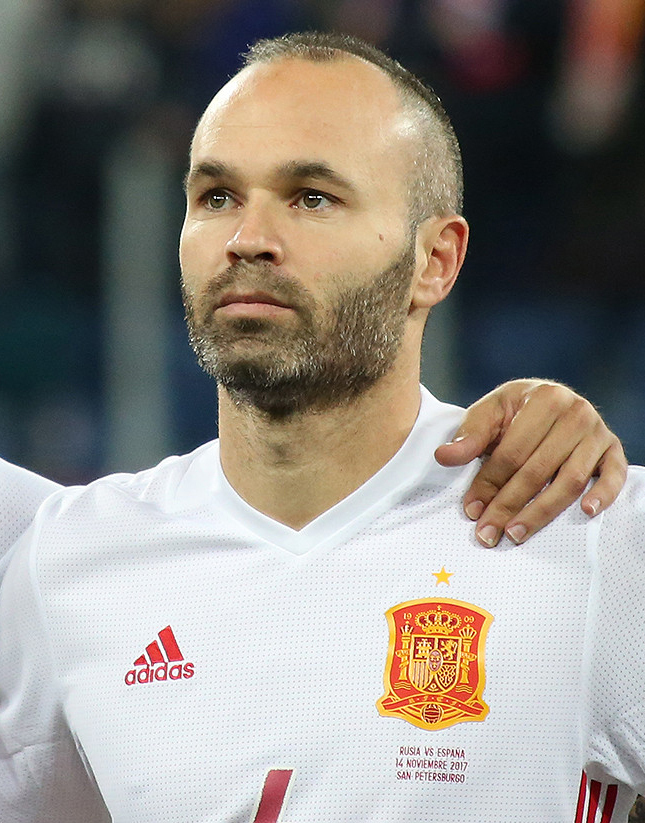
Andrés Iniesta (* 1984)

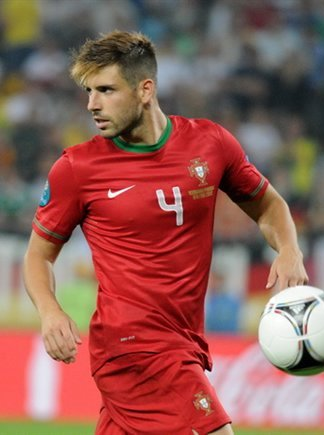
Miguel Veloso (* 1986)

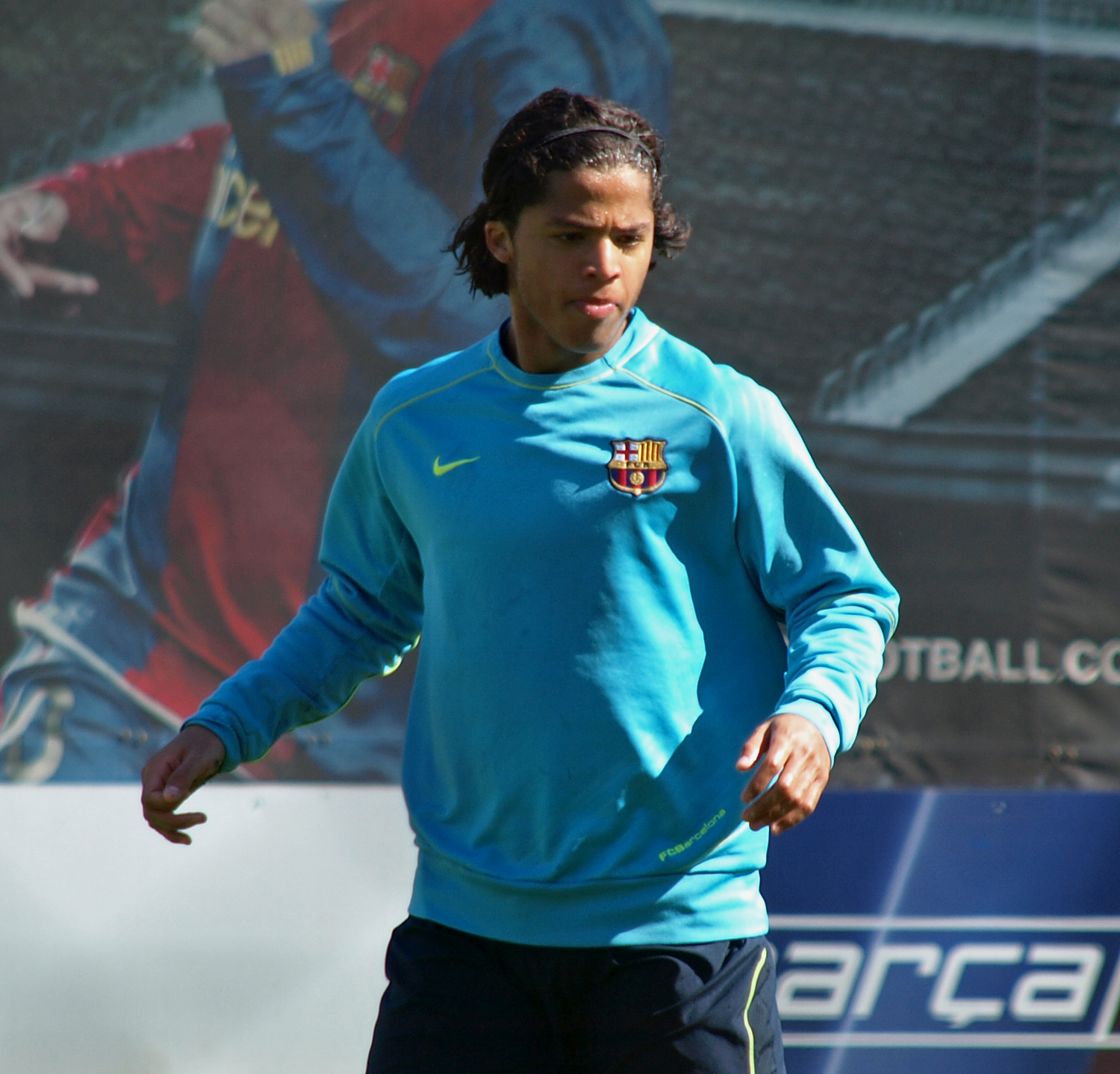
Giovani dos Santos (* 1989)

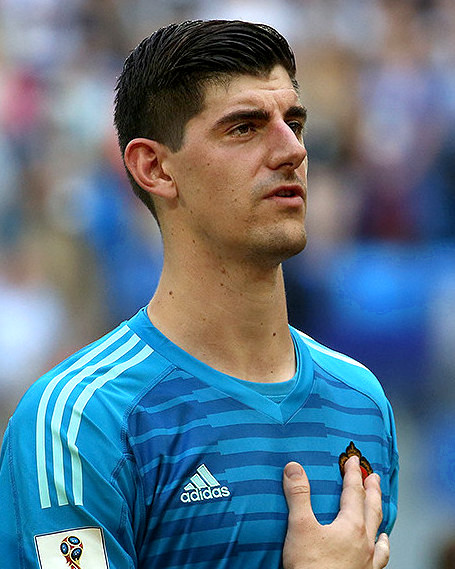
Thibaut Courtois (* 1992)

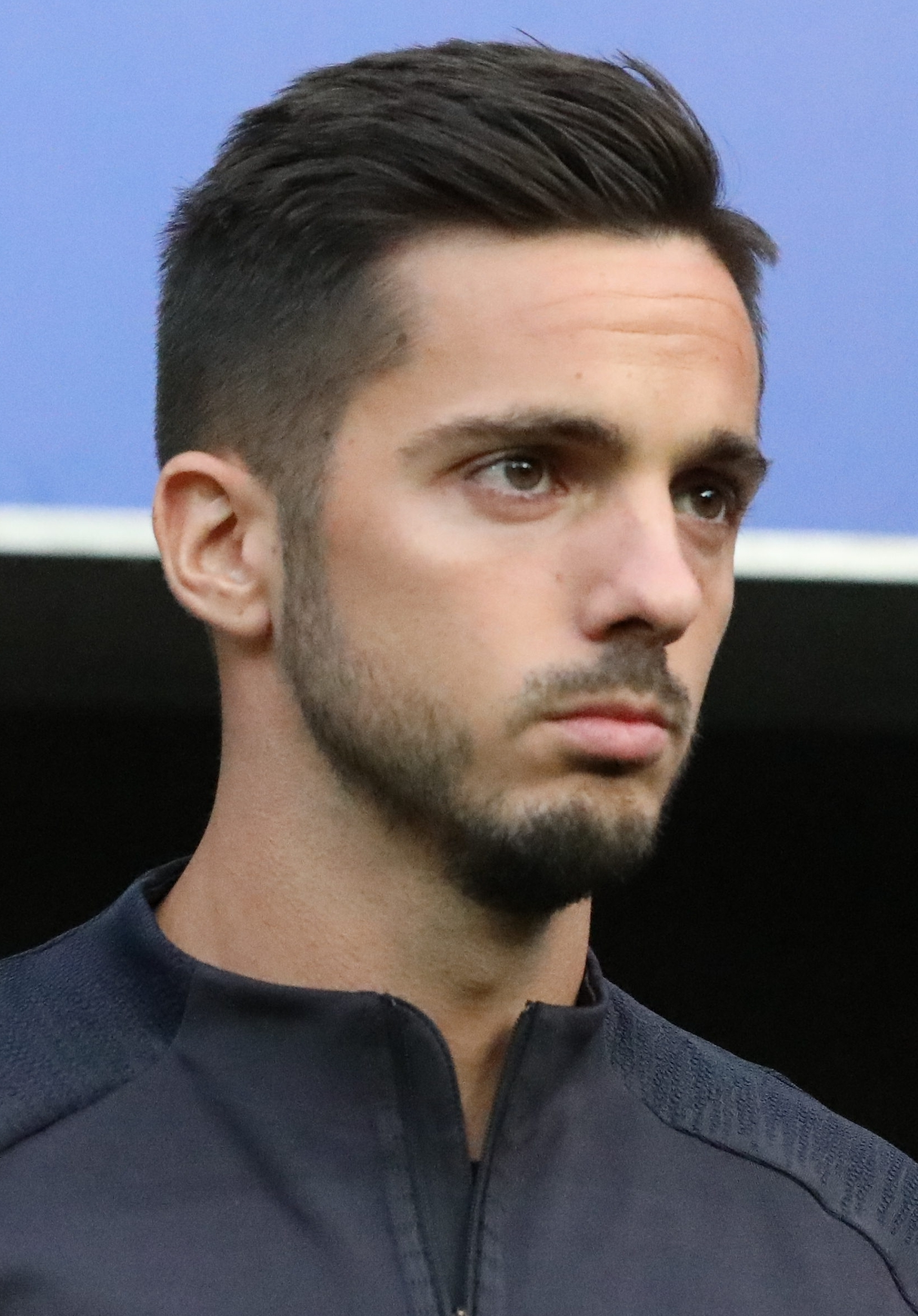
Pablo Sarabia (* 1992)

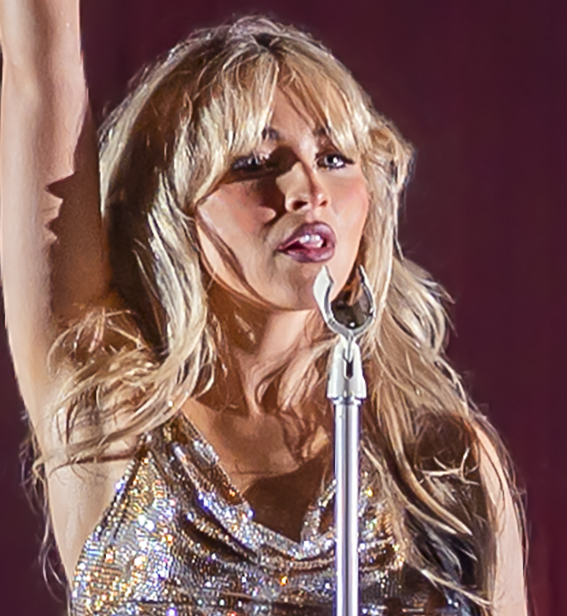
Sabrina Carpenter (* 1999)

- 1557 – Fjodor I., ruský car († 7. ledna 1598)
- 1568 – Kristián I. Anhaltský, kníže anhaltský, diplomat († 17. dubna 1630)
- 1586 – Angelo Giori, italský kardinál († 8. srpna 1662)
- 1602 – William Lilly, anglický astrolog a okultista († 9. června 1681)
- 1625 – Alžběta Marie Minsterberská, poslední Poděbradovna, z rodiny krále Jiřího z Poděbrad († 17. března 1686)
- 1660 – Jan Rudolf Bys, švýcarský barokní malíř († 11. prosince 1744)
- 1715 – Johann Gottfried Bernhard Bach, německý varhaník († 1739)
- 1720 – Karl Friedrich Hieronymus von Münchhausen, německý voják a cestovatel, známý jako „baron Prášil“ († 22. února 1797)
- 1735 – Franz von Lauer, rakouský polní zbrojmistr († 11. září 1803)
- 1752 – Johann Friedrich Blumenbach, německý lékař, zoolog, fyziolog a antropolog († 22. ledna 1840)
- 1755 – Jean Baptiste Pierre André Amar, francouzský revoluční politik († 21. prosince 1816)
- 1765 – Johann Georg Lehmann, saský geodet, topograf a kartograf († 6. září 1811)
- 1771 – Laskarina Bubulina, hrdinka řecké války za osvobození († 22. května 1825)
- 1824 – Jean-Léon Gérôme, francouzský malíř a sochař († 10. ledna 1904)
- 1833 – Jean Becker, německý houslista († 10. října 1884)
- 1848 – Wilhelm Windelband, německý filozof († 22. října 1915)
- 1852 – Charles W. Fairbanks, americký státník, právník, novinář a politik, 26. viceprezident USA († 4. června 1918)
- 1853 – Benedetto Lorenzelli, italský filosof, právník, diplomat a teolog († 15. září 1915)
- 1854 – Albion Woodbury Small, americký sociolog († 24. března 1926)
- 1855 – Anatolij Konstantinovič Ljadov, ruský dirigent, hudební skladatel a pedagog († 28. srpna 1914)
- 1857 – Sergej Alexandrovič, syn cara Alexandra II. († 17. února 1905)
- 1859 – Aurel Stodola, slovenský fyzik, vynálezce († 25. prosince 1942)
- 1861 – Frederick Russell Burnham, americký spisovatel († 15. září 1947)
- 1864 – Ethel Lilian Voynich, britská spisovatelka a hudební skladatelka († 28. července 1960)
- 1875 – Ea von Allesch, rakouská novinářka a spisovatelka († 30. července 1953)
- 1881 – Theodore von Kármán, americký fyzik († 7. května 1963)
- 1888
  - Irving Berlin, americký hudební skladatel († 22. září 1989)
  - Willis Lee, americký admirál a sportovní střelec, pětinásobný vítěz olympiády v roce 1920 († 25. srpna 1945)
- 1889 – Paul Nash, britský malíř († 1946)
- 1890 – Helge Løvland, norský olympijský vítěz v desetiboji († 26. dubna 1984)
- 1894 – Anton Adriaan Mussert, nizozemský nacistický politik († 7. května 1946)
- 1894 – Martha Grahamová, americká tanečnice a choreografka († 1991)
- 1895 – Jacques Brugnon, francouzský tenista, jeden z tzv. Čtyř mušketýrů († 20. března 1978)
- 1895 – Džiddú Krišnamúrti, indický filozof a řečník († 1986)
- 1897 – Kurt Gerron, německý herec a režisér židovského původu († 15. listopadu 1944)
- 1899 – Sára Salkaházi, katolická novinářka a spisovatelka zavražděná nacisty, blahoslavená († 27. prosince 1944)
- 1901 – Rose Ausländerová, ukrajinsko-anglická básnířka a autorka († 1988)
- 1902 – Kirill Semjonovič Moskalenko, sovětský vojevůdce († 17. června 1985)
- 1904 – Salvador Dalí, španělský surrealistický malíř († 23. ledna 1989)
- 1913 – Robert Jungk, rakouský futurolog († 14. července 1994)
- 1914 – Haroun Tazieff, francouzský geolog a vulkanolog († 2. února 1998)
- 1916
  - Johnny Claes, belgický hudebník a automobilový závodník († únor 1956)
  - Camilo José Cela, španělský spisovatel, laureát Nobelovy ceny († 17. ledna 2002)
- 1918 – Richard Feynman, americký fyzik († 15. února 1988)
- 1923 – Eugenio Calabi, italský matematik († 25. září 2023)
- 1924 – Antony Hewish, britský radioastronom, nositel Nobelovy ceny za fyziku († 13. září 2021)
- 1925 – Rubem Fonseca, brazilský spisovatel († 15. dubna 2020)
- 1928 – Arthur Foulkes, generální guvernér Baham
- 1930 – Edsger Dijkstra, nizozemský informatik († 6. srpna 2002)
- 1932
  - Valentino Garavani, italský módní návrhář
  - Sigrid Heuck, německá spisovatelka († 3. října 2014)
  - Francisco Umbral, španělský sloupkař a spisovatel († 28. srpna 2007)
- 1936 – Carla Bley, americká jazzová skladatelka, klavíristka a varhanice († 17. října 2023)
- 1937 – Ildikó Ságiová-Rejtőová, maďarská olympijská šermířka a mistryně světa v šermu
- 1938 – Alžbeta Barthová, slovenská herečka († 23. února 2004)
- 1941 – Eric Burdon, britský zpěvák
- 1943 – Nancy Greeneová, kanadská lyžařka a politička
- 1947
  - František Šebej, slovenský psycholog, novinář, karatista a politik
  - Elisabeth Käsemann, nejznámější německá oběť argentinské vojenské diktatury († 24. května 1977)
- 1948 – Christoph Schneider, německý bubeník
- 1949
  - Philippe Nemo, francouzský filosof
  - Pavol Krška, slovenský klavírista, hudební skladatel († 10. srpna 2025)
- 1950
  - Siegbert Horn, německý vodní slalomář, olympijský vítěz
  - Jeremy Paxman, britský novinář, spisovatel a televizní moderátor
  - Michal Lefčík, slovenský voják, který se upálil na protest proti okupaci Československa († 11. dubna 1969)
- 1952
  - Shohreh Aghdashloo, americká herečka
  - Renaud Séchan, francouzský zpěvák-skladatel
- 1953 – Đorđe Balašević, srbský rockový písničkář, textař
- 1955
  - Patrick de Rousiers, francouzský generál, prezident Vojenského výboru Evropské unie
  - William Paul Young, kanadský spisovatel
- 1957 – Fanny Cottençonová, francouzská herečka a producentka
- 1958 – Brice Hortefeux, francouzský politik
- 1963 – Natasha Richardson, anglická herečka († 18. března 2009)
- 1966 – Christoph Schneider, německý hudebník, bubeník skupiny Rammstein
- 1974 – Simon Aspelin, švédský tenista
- 1976 – Kardinal Offishall, americký rapper a hudební producent/výkonný ředitel
- 1977
  - Pablo García uruguayský fotbalista
  - Janne Ahonen, finský skokan na lyžích
  - Victor Matfield, jihoafrický ragbista
- 1978 – Laetitia Casta, francouzská modelka, herečka
- 1982 – Cory Monteith, kanadský herec a zpěvák († 2013)
- 1984 – Andrés Iniesta, španělský fotbalista
- 1986 – Abou Diaby, francouzský fotbalista
- 1986 – Miguel Veloso, portugalský fotbalista
- 1988
  - Brad Marchand, kanadský lední hokejista
  - Juan Imhoff argentinský ragbista
- 1989 – Giovani dos Santos, mexický fotbalista
- 1992
  - Thibaut Courtois, belgický fotbalista
  - Pablo Sarabia, španělský fotbalista
- 1993 – Charles Ollivon, francouzský ragbista
- 1999 – Sabrina Carpenter, americká zpěvačka a herečka

## Úmrtí

### Česko

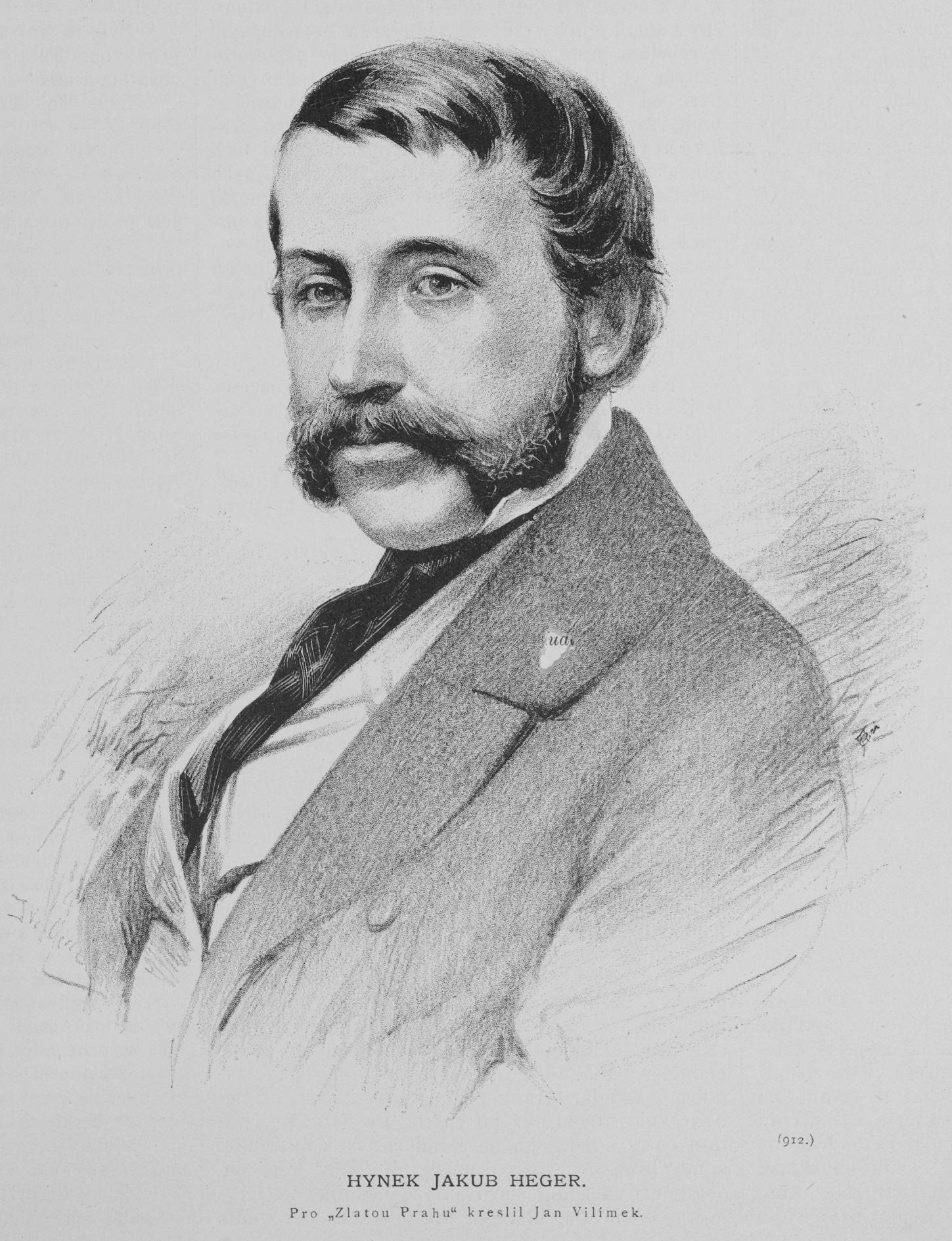
Hynek Jakub Heger († 1854)

- 1854 – Hynek Jakub Heger, autor první české těsnopisné soustavy (* 5. července 1808)
- 1900 – Josef Klimeš, starosta Chrudimi a poslanec (* 6. března 1828)
- 1915 – Josef Šmaha, herec a režisér (* 2. srpna 1848)
- 1916 – Vladimír Srb, český právník a politik (* 19. června 1856)
- 1929 – Josef Fořt, český politik (* 25. října 1850)
- 1948 – Vladimír Polívka, klavírista, spisovatel a hudební skladatel a pedagog (* 6. července 1896)
- 1949
  - Josef Václav Bohuslav Pilnáček, starosta města Hradce Králové (* 21. února 1877)
  - Cyril Pecháček, dirigent a skladatel (* 17. března 1899)
- 1957 – Emmerich Alois Hruška, český spisovatel a malíř (* 2. února 1895)
- 1973 – Josef Holub, houslový virtuos a hudební skladatel (* 23. února 1902)
- 1980 – Adolf Wenig , malíř, jevištní a kostýmní výtvarník (* 28. dubna 1912)
- 1989 – Jitka Snížková, muzikoložka, skladatelka, klavíristka a cembalistka (* 14. září 1924)
- 2012 – Stanislav Brebera, chemik, tvůrce semtexu (* 10. srpna 1925)
- 2013
  - Zdeněk Škarvada, vojenský letec (* 8. listopadu 1917)
  - Miloš Pohorský, literární kritik a historik (* 4. listopadu 1929)
- 2017 – Antonín Pšurný, atlet, sokol, ragbista (* 18. srpna 1927)
- 2020
  - Čestmír Řanda mladší, herec, scénograf, producent a výtvarník (* 15. května 1959)
  - Miloslav Stingl, cestovatel, etnograf a spisovatel (* 19. prosince 1930)
  - Karel Weinlich, rozhlasový režisér (* 6. dubna 1930)
- 2022 – Vlastislav Toman, novinář, spisovatel dobrodružných knih a scenárista komiksů (* 17. července 1929)

### Svět

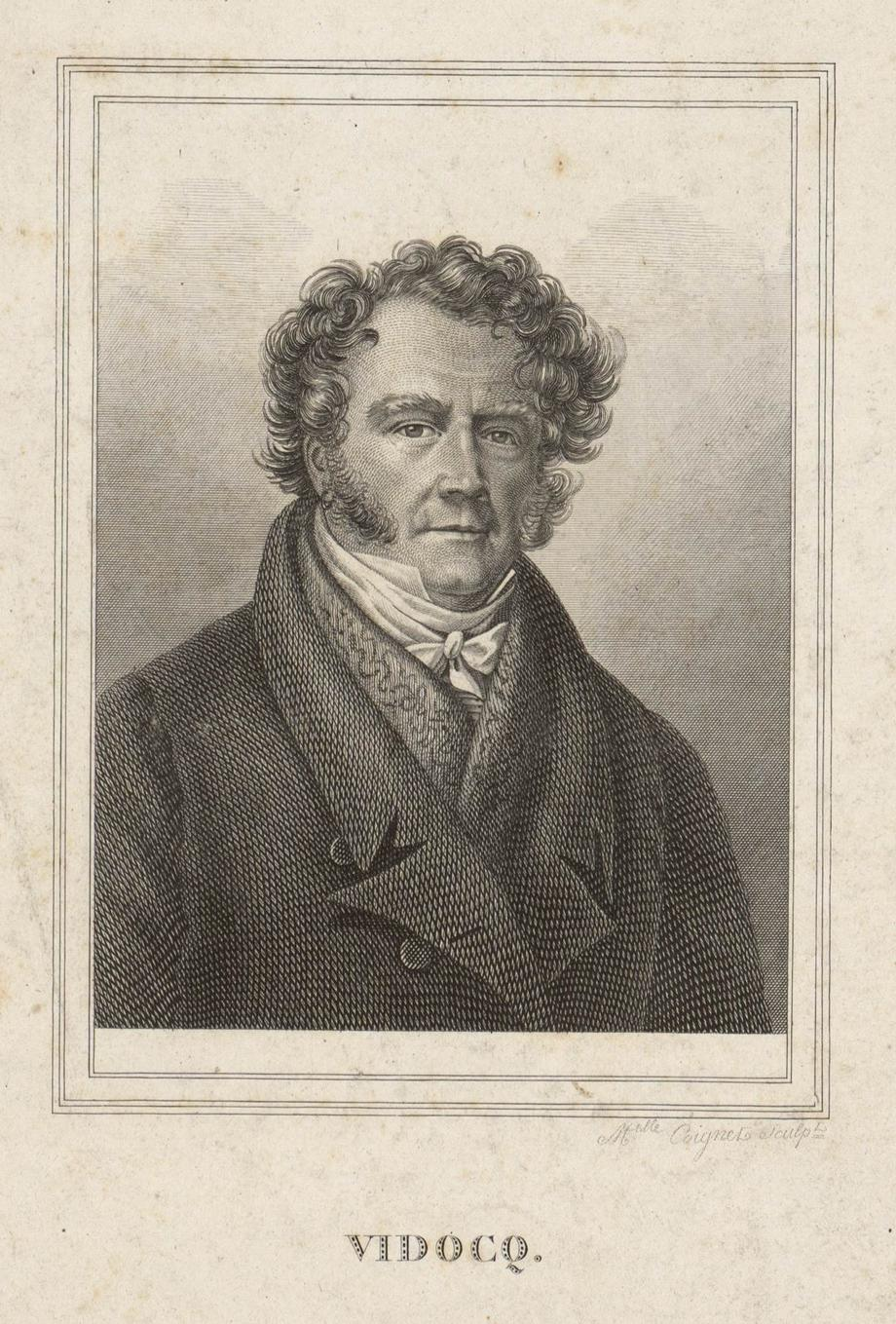
Eugène François Vidocq († 1857)

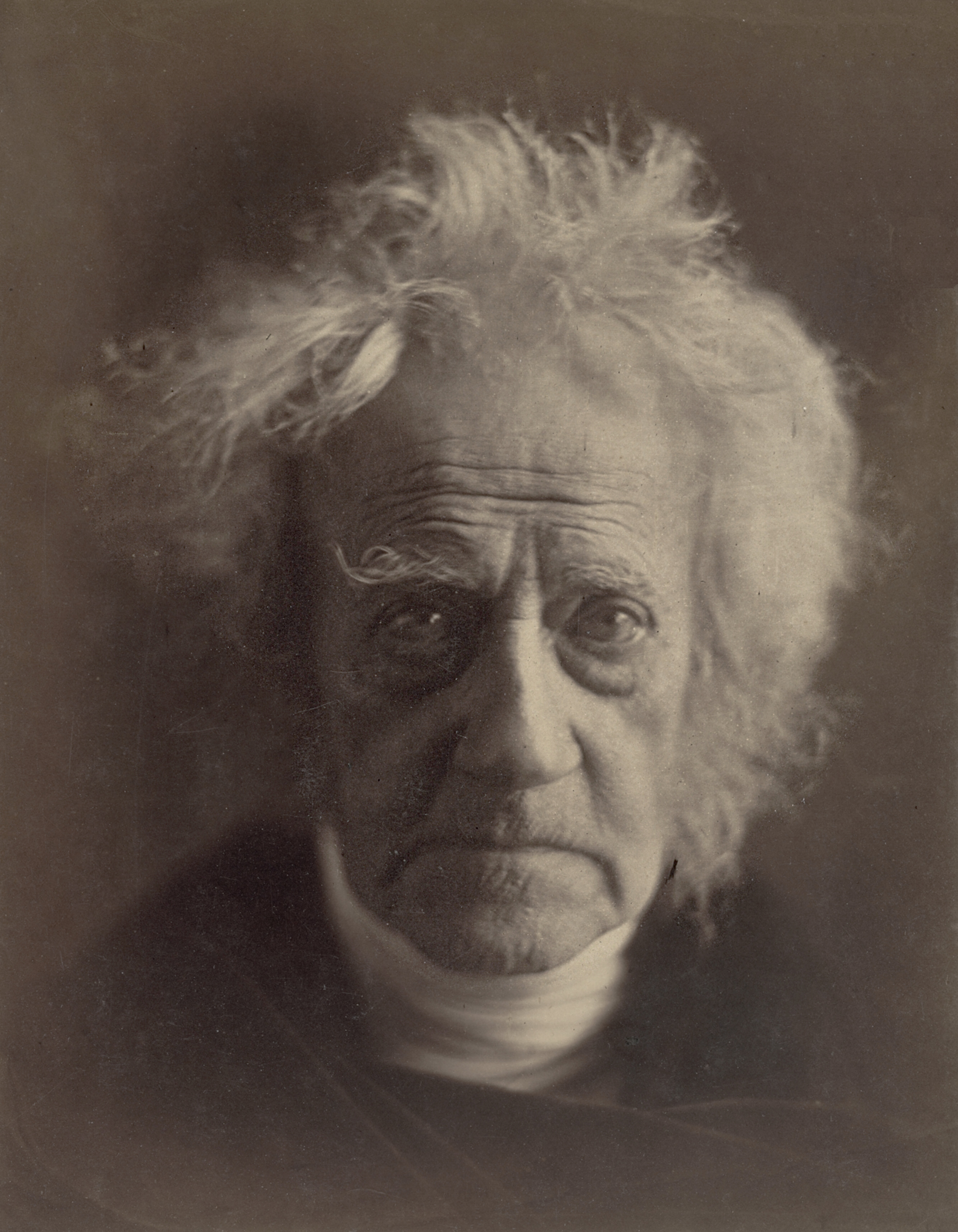
John Herschel († 1871)

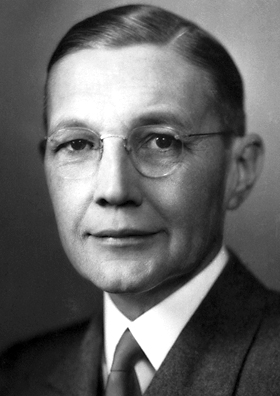
Herbert Spencer Gasser († 1963)

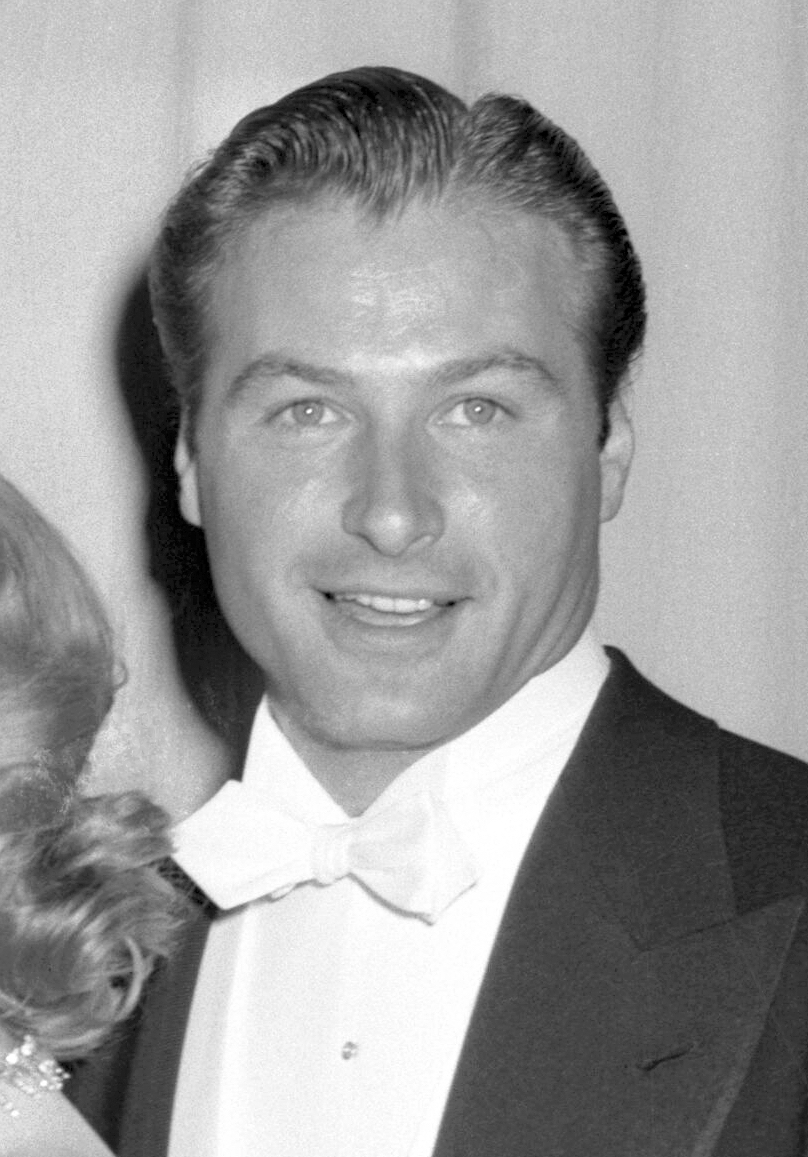
Lex Barker († 11. května)

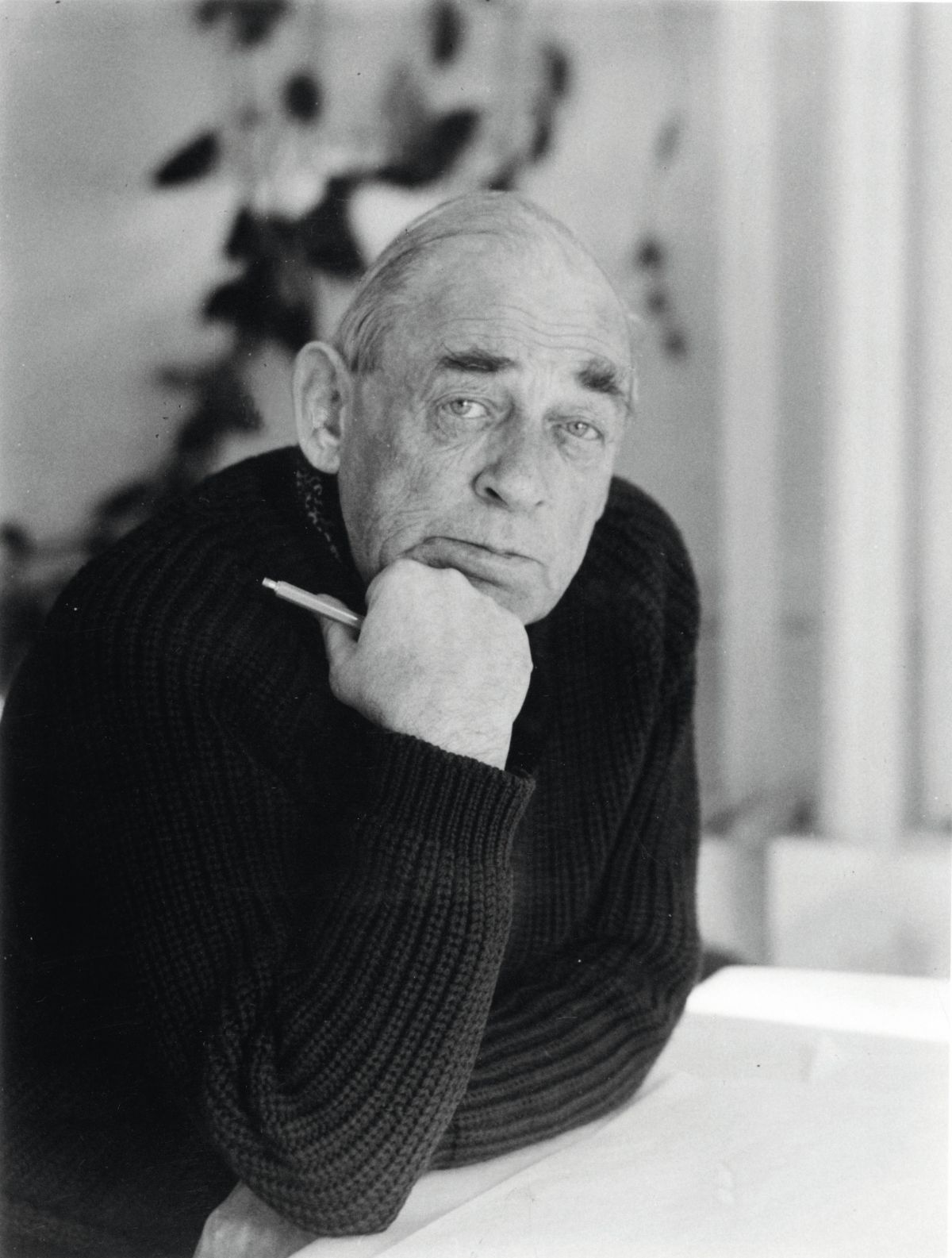
Alvar Aalto († 1976)

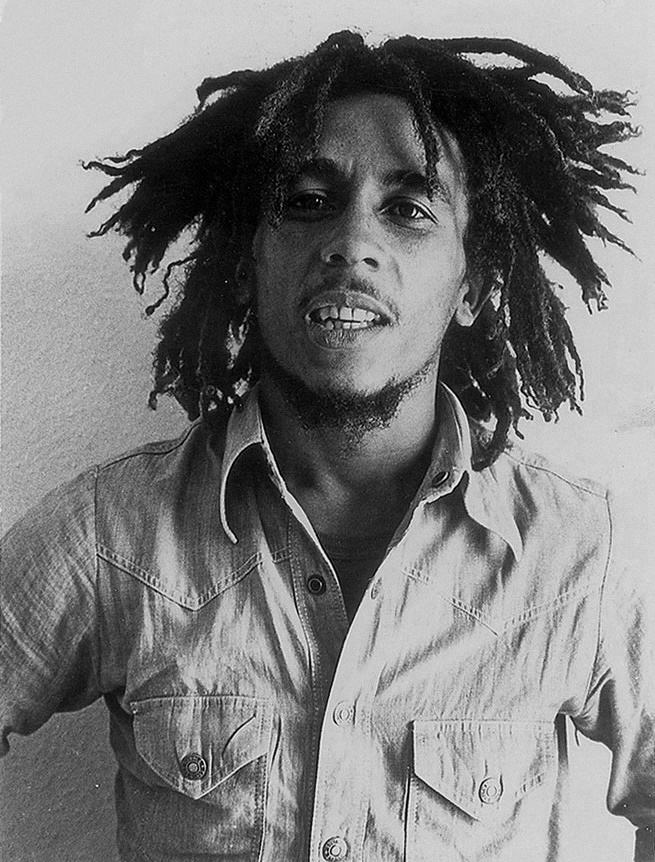
Bob Marley († 1981)

- 0912 – Leon VI. Moudrý, byzantský císař (* 19. srpna 866)
- 1610 – Matteo Ricci, italský misionář v Číně (* 6. října 1552)
- 1607 – Michele Ruggieri, italský misionář, sinolog (* 1543)
- 1630 – Johann Schreck, německý jezuitský misionář a vědec (* 1576)
- 1633 – Kateřina Klévská, vévodkyně de Guise (* 1548)
- 1664 – Salomon de Bray, holandský barokní architekt a malíř (* 1597)
- 1672 – Anne de Montalais, francouzská šlechtična (* 1600)
- 1708 – Jules Hardouin-Mansart, francouzský architekt, dvorní stavitel Ludvíka XIV. (* 16. dubna 1646)
- 1723 – Jean Galbert de Campistron, francouzský spisovatel a dramatik (* 1656)
- 1774 – Christophe Moyreau, francouzský hudební skladatel (* 6. dubna 1700)
- 1778 – William Pitt, britský státník a premiér (* 15. listopadu 1708)
- 1779 – John Hart, americký právník a politik (* 1711)
- 1780 – Nicolás Fernández de Moratín, španělský básník a dramatik (* 20. července 1737)
- 1781 – Ignác z Láconi, sardinský kapucín a světec (* 17. prosince 1701)
- 1812 – Spencer Perceval, britský státník a premiér (* 1. listopadu 1762)
- 1845 – Jane Irwin Harrisonová, 1. dáma USA, snacha prezidenta Williama Harrisona (* 23. července 1804)
- 1849
  - Otto Nicolai, německý hudební skladatel a dirigent (* 9. června 1810)
  - Juliette Récamierová, významná osobnost literárního a politického života ve Francii, hostitelka pařížského salonu (* 4. prosince 1777)
- 1854 – Hynek Jakub Heger, česko-rakouský těsnopisec (* 5. července 1808)
- 1857 – Eugène François Vidocq, zakladatel Sûreté (* 23. července 1775)
- 1859 – Jan Habsbursko-Lotrinský, rakouský arcivévoda a vojevůdce (* 20. ledna 1782)
- 1871 – John Herschel, britský astronom, matematik, chemik a průkopník fotografie, syn Williama Herschela (* 7. března 1792)
- 1881 – Henri Frédéric Amiel, švýcarský filosof a básník (* 27. září 1821)
- 1885 – Ferdinand Hiller, německý hudební skladatel (* 24. října 1811)
- 1891
  - Auguste Bussière, francouzský literární kritik (* 11. července 1810)
  - Karl Wilhelm von Nägeli, švýcarský botanik (* 27. března 1817)
  - Alexandre Edmond Becquerel, francouzský fyzik (* 24. dubna 1820)
- 1902 – Richard Leach Maddox, anglický fyzik a fotograf (* 4. srpna 1816)
- 1916
  - Karl Schwarzschild, německý fyzik a astronom (* 9. října 1873)
  - Max Reger, německý klavírista, skladatel a dirigent (* 19. března 1873)
- 1920
  - Jim Colosimo, vládce chicagského podsvětí (* ? 1877)
  - Stefan Gębarski, polský spisovatel (* ? 1864)
- 1927 – Juan Gris, španělský kubistický malíř a sochař (* 23. března 1887)
- 1929 – Jozef Murgaš, slovenský vynálezce, průkopník bezdrátové komunikace (* 17. února 1864)
- 1938 – George Lyon, kanadský golfista a hráč kriketu (* 1858)
- 1939 – Jevgenij Karlovič Miller, ruský generál (* 25. září 1867)
- 1945 – John Rogers Commons, americký ekonom (* 13. října 1862)
- 1946 – Pedro Henríquez Ureña, filosof filolog a literární kritik z Dominikánské republiky (* 29. června 1884)
- 1952 – Bohuslav Klimo, slovenský básník a politik (* 9. dubna 1882)
- 1955 – Jerzy Kossak, polský malíř (* 11. září 1886)
- 1956 – Walter Sydney Adams, americký astronom (* 20. prosince 1876)
- 1957 – Josef Weingartner, německý kněz a historik umění (* 10. února 1885)
- 1962 – Hans Luther, německý říšský kancléř (* 10. března 1879)
- 1963
  - William Beveridge, britský ekonom, politik a sociální reformátor (* 13. října 1879)
  - Herbert Spencer Gasser, americký fyziolog, nositel Nobelovy ceny za medicínu (* 5. července 1888)
- 1971
  - Rafał Wojaczek, polský básník (* 6. prosince 1945)
  - Seán Lemass, premiér Irska (* 15. července 1899)
- 1973 – Lex Barker, americký herec známý rolí Old Shatterhanda (* 8. května 1919)
- 1976 – Alvar Aalto, finský architekt (* 3. února 1898)
- 1979 – Lester Flatt, americký písničkář a kytarista (* 19. června 1914)
- 1980 – Kaarlo Mäkinen, finský zápasník, olympijský vítěz (* 14. května 1892)
- 1984 – Ferdinand Schneider, německý chemik (* 18. června 1911)
- 1981
  - Bob Marley, jamajský zpěvák a hudebník, nejvýznamnější představitel reggae (* 6. února 1945)
  - Odd Hassel, norský chemik, Nobelova cena za chemii 1969 (* 17. května 1897)
- 1988 – Kim Philby, vysoký důstojník britských tajných služeb, agent KGB (* 1. ledna 1912)
- 1990 – Venědikt Vasiljevič Jerofejev, sovětský spisovatel (* 24. října 1938)
- 1992 – Emil Kolozsvári Grandpierre, maďarský spisovatel (* 15. ledna 1907)
- 1996 – Ademir Marques de Menezes, brazilský fotbalista (* 8. listopadu 1922)
- 1997 – Júsaku Kamekura, japonský grafický designér (* 6. dubna 1915)
- 1999 – José F. Aguayo, španělský kameraman (* 1911)
- 2001 – Douglas Adams, britský spisovatel (* 11. března 1952)
- 2002 – Joseph Bonanno, italsko-americký mafiánský boss (* 18. ledna 1905)
- 2002 – Bill Peet, americký animátor a scenárista (* 29. ledna 1915)
- 2003 – Noel Redding, anglický rockový kytarista (* 25. prosince 1945)
- 2007 – Malietoa Tanumafili II., vládce Západní Samoy od roku 1962 (* 4. ledna 1913)
- 2008 – John Rutsey, kanadský bubeník (* 14. května 1953)
- 2011
  - Maurice Goldhaber, americký fyzik (* 18. dubna 1911)
  - Snooky Young, americký trumpetista (* 3. února 1919)
- 2012 – Ján Tibenský, slovenský historik (* 26. srpna 1923)
- 2015 – Libor Ebringer, slovenský mikrobiolog (* 3. února 1931)
- 2019 – Gianni De Michelis, italský politik (* 26. listopadu 1940)
- 2020 – Jerry Stiller, americký herec a komik (* 8. června 1927)
- 2021 – Norman Lloyd, americký herec, producent a režisér (* 8. listopadu 1914)
- 2023
  - András Adorján, maďarský šachista (* 31. března 1950)
  - Kenneth Anger, americký experimentální režisér (* 3. února 1927)

## Svátky

### Česko
- Svatava, Svatoslava
- Miranda
- Lucina, Luciana, Luciána
- Den matek (je-li neděle)

### Svět
- Norsko – Magda a Malvin
- Slovensko – Blažena

## Pranostiky

### Česko
- O svatém Mamertu zima je po čmertu.
- Déšť na svatého Mamerta přináší soužení, neboť v něm nic dobrého není.
- Déšť, jejž Mamert, Pankrác (12. 5), Servác kuje, rád se v celém létě opakuje.